# Phoradendron tonduzii
Phoradendron tonduzii är en sandelträdsväxtart som beskrevs av Trelease. Phoradendron tonduzii ingår i släktet Phoradendron och familjen sandelträdsväxter. Inga underarter finns listade i Catalogue of Life.